# Représentations diplomatiques du Rwanda

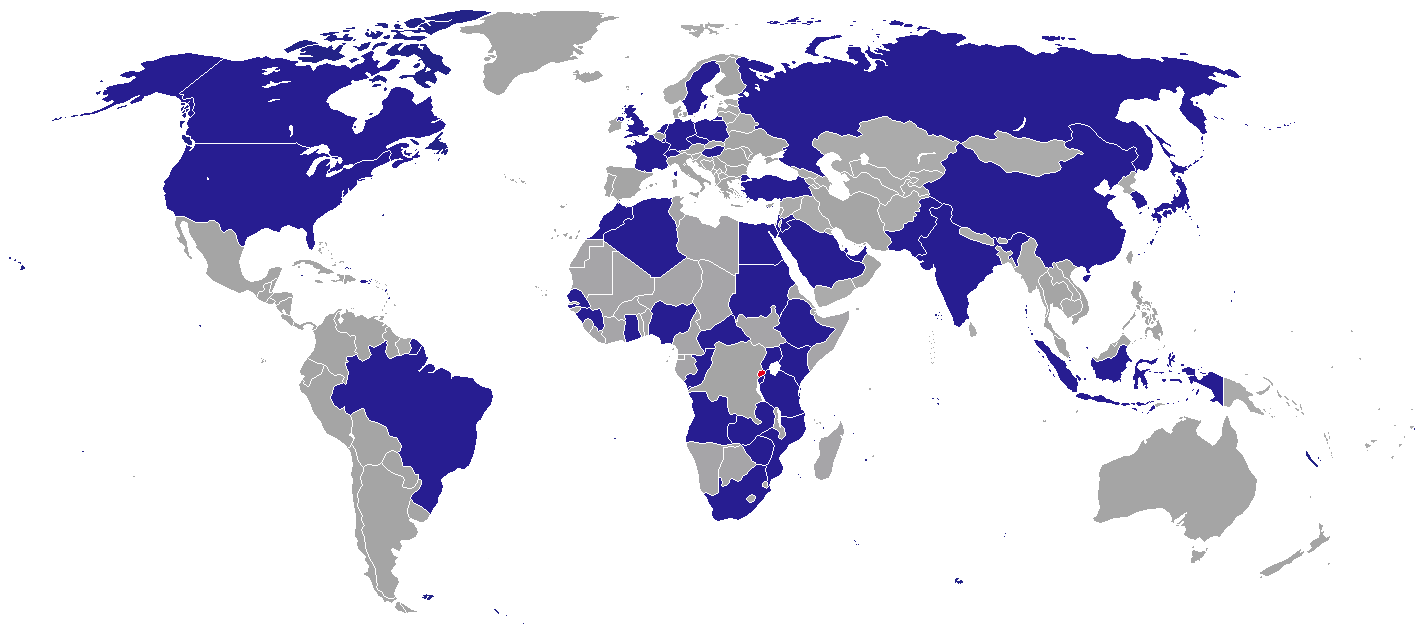
Représentations diplomatiques du Rwanda.

Voici les représentations diplomatiques du Rwanda à l'étranger :

## Afrique
- Afrique du Sud
  - Pretoria (haute commission)
- Angola
  - Luanda (ambassade)
- Burundi
  - Bujumbura (ambassade)
- République centrafricaine
  - Bangui (ambassade)
- République du Congo
  - Brazzaville (ambassade)
- Égypte
  - Le Caire (ambassade)
- Éthiopie
  - Addis-Abeba (ambassade)
- Ghana
  - Accra (haute commission)
- Guinée
  - Conakry (ambassade)
- Kenya
  - Nairobi (haute commission)
- Maroc
  - Rabat (ambassade)
- Mozambique
  - Maputo (haute commission)
- Nigeria
  - Abuja (haute commission)
- Ouganda
  - Kampala (haute commission)
- Sénégal
  - Dakar (ambassade)
- Soudan
  - Khartoum (ambassade)
- Tanzanie
  - Dar es Salaam (haute commission)
- Zambie
  - Lusaka (haute commission)
- Zimbabwe
  - Harare (ambassade)

## Amérique
- Brésil
  - Brasilia (ambassade)
- Canada
  - Ottawa (haute commission)
- États-Unis
  - Washington (ambassade)

## Asie
- Arabie saoudite
  - Riyad (ambassade)
- Chine
  - Pékin (ambassade)
- Corée du Sud
  - Séoul (ambassade)
- Émirats arabes unis
  - Abu Dhabi (ambassade)
  - Dubaï (consulat général)
- Inde
  - New Delhi (haute commission)
- Indonésie
  - Jakarta (ambassade)
- Israël
  - Tel Aviv (ambassade)
- Japon
  - Tokyo (ambassade)
- Jordanie
  - Amman (ambassade)
- Pakistan
  - Islamabad (haute commission)
- Qatar
  - Doha (ambassade)
- Singapour
  - Singapour (haute commission)
- Turquie
  - Ankara (ambassade)

## Europe
- Allemagne
  - Berlin (ambassade)
- France
  - Paris (ambassade)
- Hongrie
  - Budapest (ambassade)
- Luxembourg
  - Luxembourg (ambassade)
- Pays-Bas
  - La Haye (ambassade)
- Pologne
  - Varsovie (ambassade)
- Royaume-Uni
  - Londres (haute commission)
- Russie
  - Moscou (ambassade)
- Suède
  - Stockholm (ambassade)
- Suisse
  - Genève (ambassade)
- Tchéquie
  - Prague (ambassade)

## Organisations internationales
- Addis-Abeba (mission permanente auprès de l'Union africaine)
- Bruxelles  (mission permanente auprès de l'Union européenne)
- Genève  (mission permanente auprès de l'Organisation des Nations unies)
- New York (mission permanente auprès de l'Organisation des Nations unies)

## Galerie

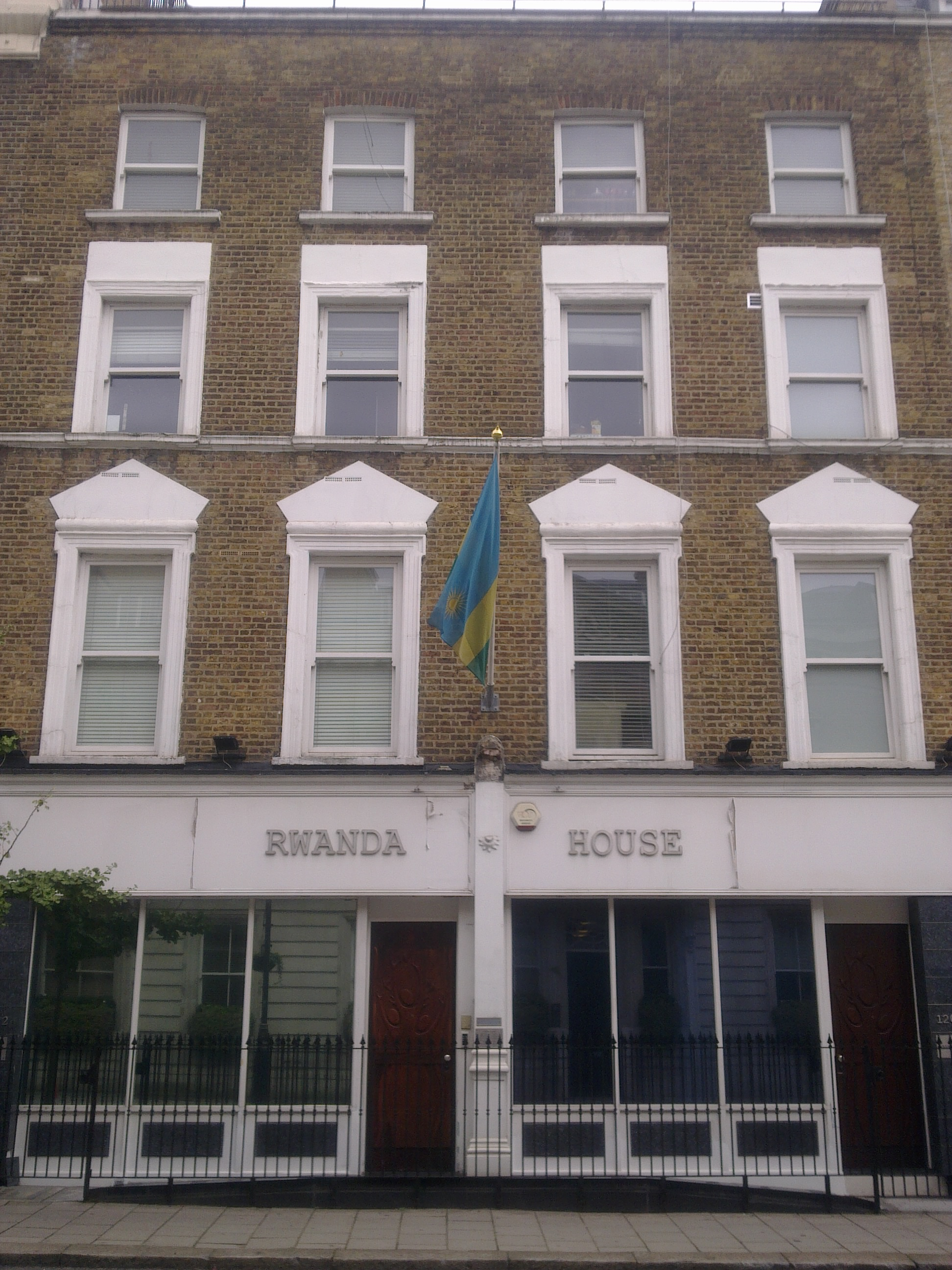
Haute commission à Londres.
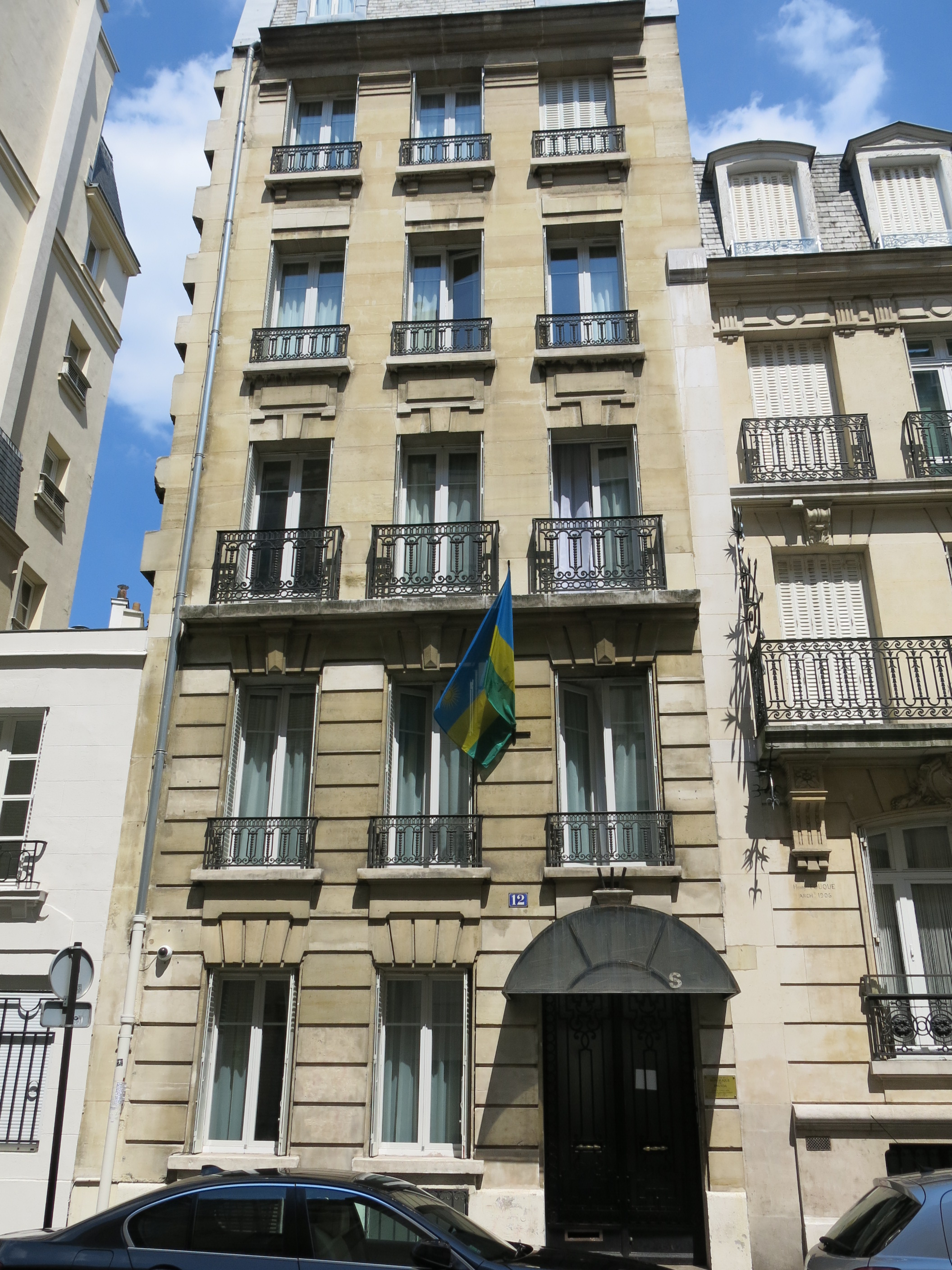
Ambassade à Paris.
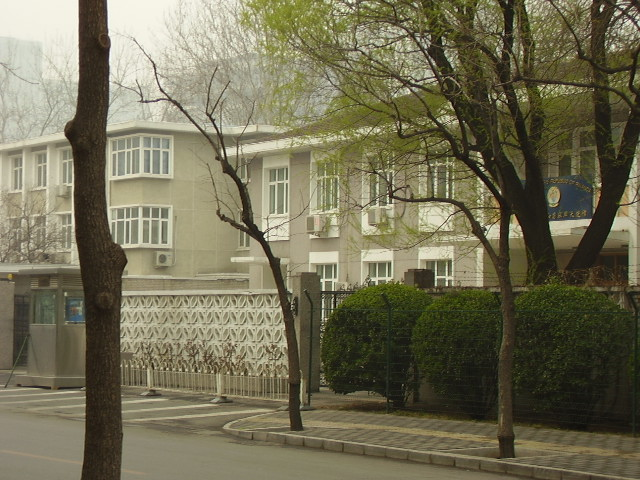
Ambassade à Pékin.
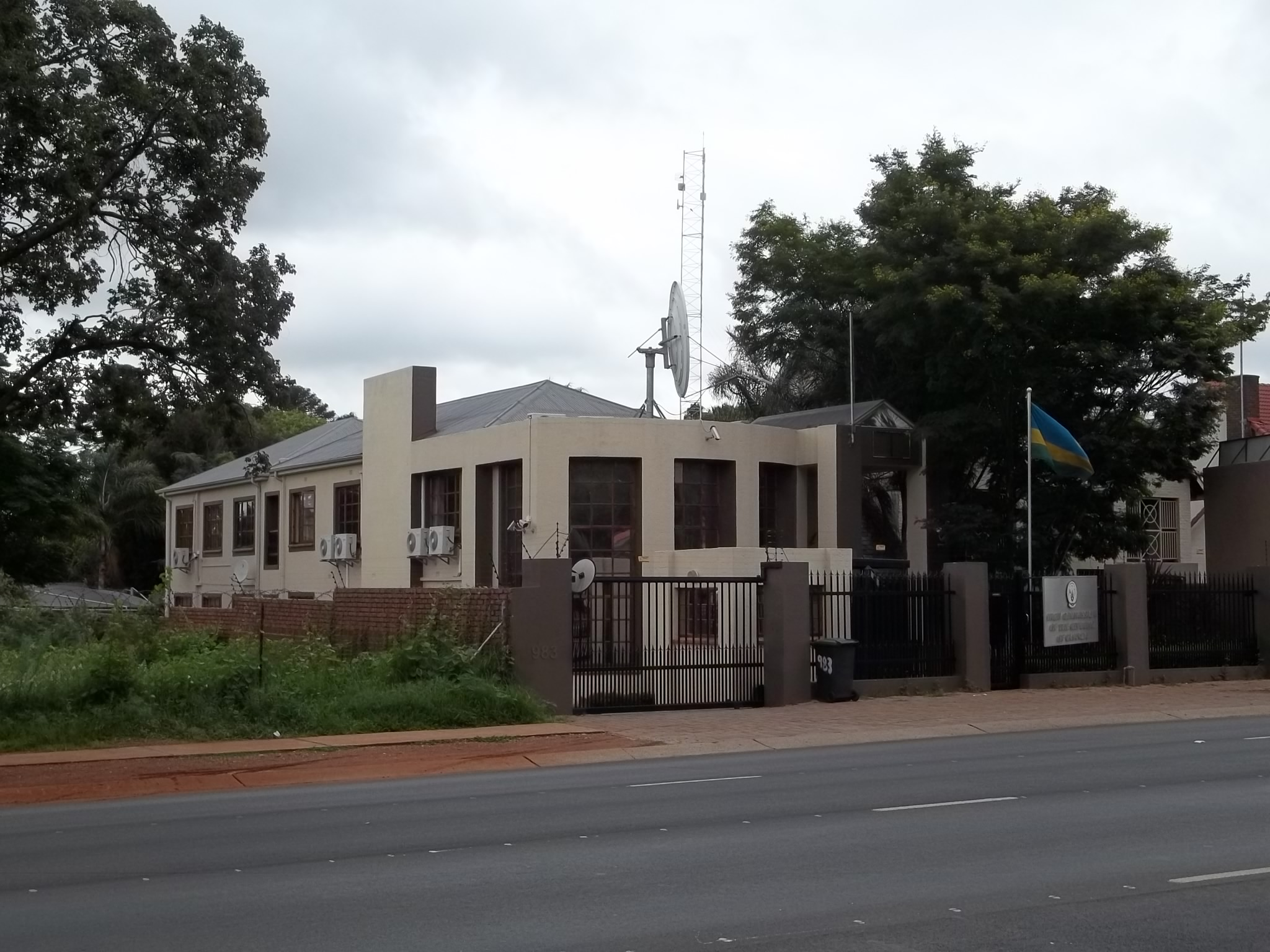
Haute commission à Pretoria.
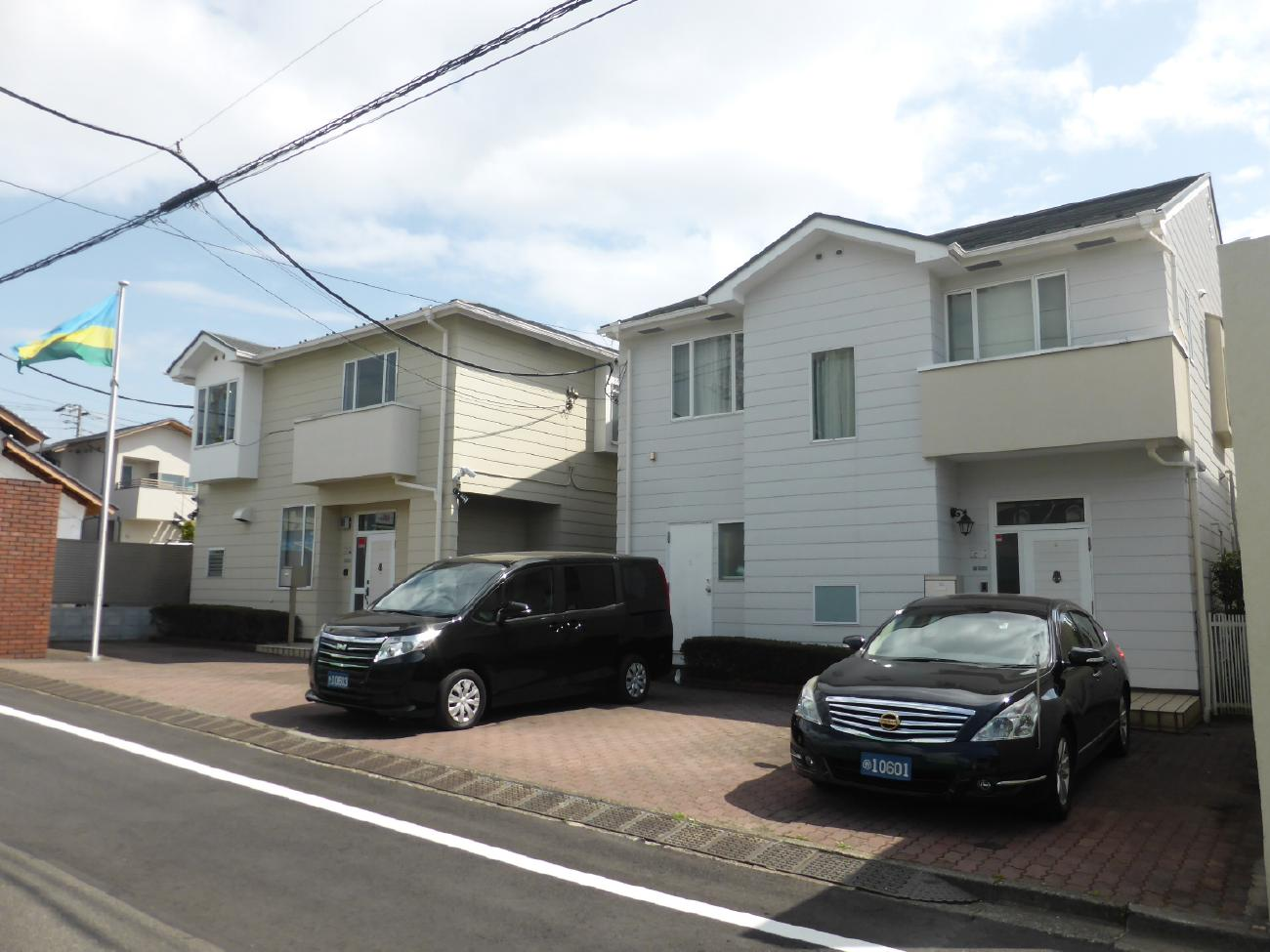
Ambassade à Tokyo.
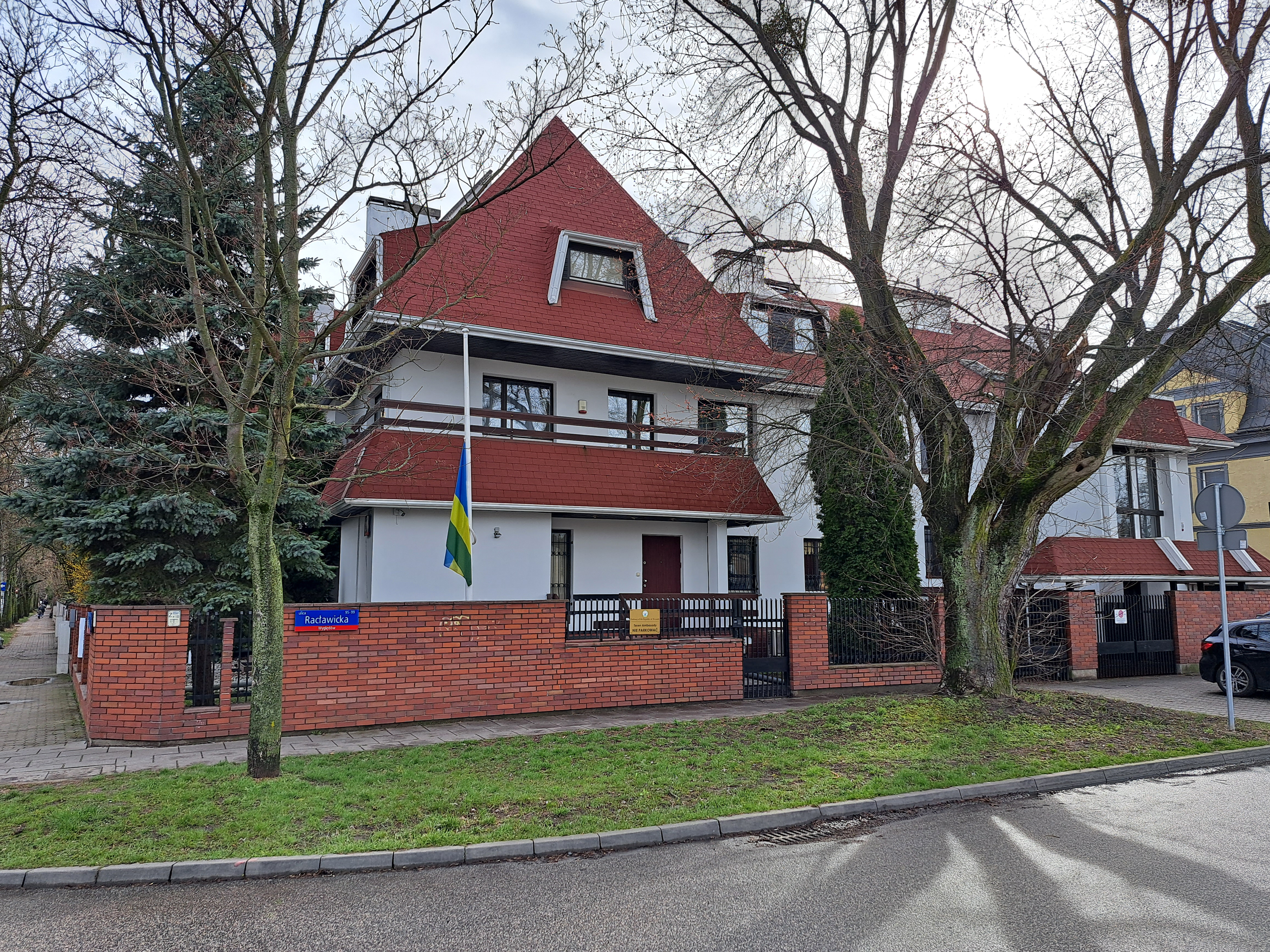
Ambassade à Varsovie.
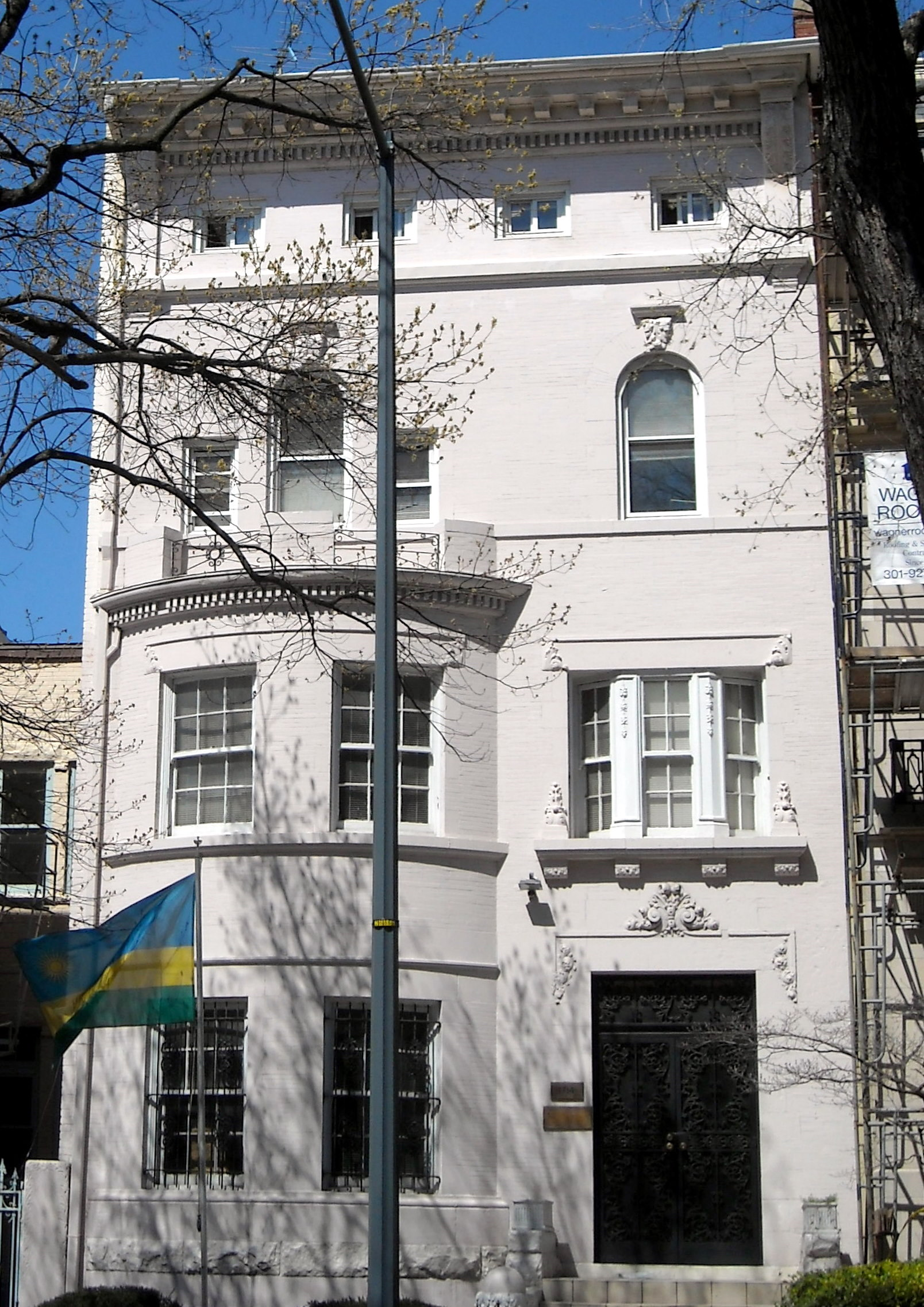
Ambassade à Washington.